# Gümüştaş, Çınar
Gümüştaş là một xã thuộc huyện Çınar, tỉnh Diyarbakır, Thổ Nhĩ Kỳ. Dân số thời điểm năm 2008 là 625 người.